# Ocelo Lucano

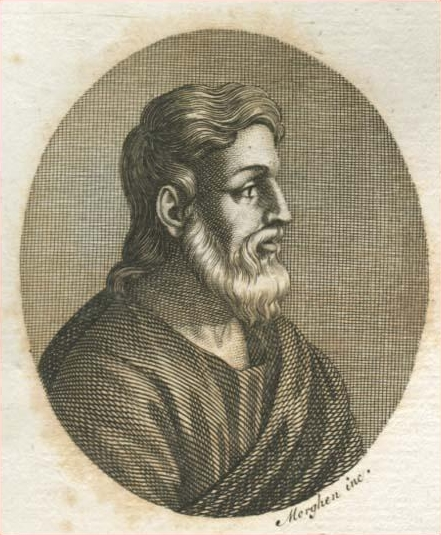
Ocelo Lucano

Ocelo Lucano fue un filósofo pitagórico, nacido en Lucania en el siglo IV a. C., fue probablemente discípulo del mismo Pitágoras.
Estobeo (Ecl. Phys. i. 13) preservó un fragmento de su Περὶ νόμου (si realmente fue el autor) en el dialecto dórico, pero la única de sus presuntas obras que se conserva es un breve tratado en cuatro capítulos en el dialecto jónico generalmente conocido como "Sobre la Naturaleza del Universo".
Algunos extractos de este se encuentran en Estobeo (i.20), pero en dórico. Ciertamente no es auténtico, y no se puede fechar antes del siglo I a. C. Se mantiene la doctrina de que el universo no ha sido creado y es eterno; Que a sus tres grandes divisiones corresponden los tres tipos de seres-dioses, hombres y demonios; Y, finalmente, que la raza humana con todas sus instituciones (la familia, el matrimonio y similares) debe ser eterna. Defiende un modo de vida ascético, con miras a la reproducción perfecta de la raza y su formación en todo lo noble y bello.